# Beuca
Beuca est une commune du județ de Teleorman en Roumanie.